# Никитинская Сечь

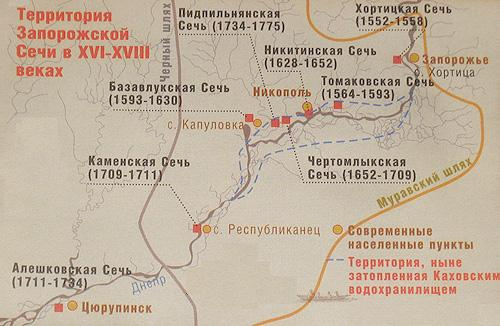
Местонахождение Запорожской Сечи в разные периоды её истории

Никитинская Сечь (укр. Микитинська Січ) — территориально-войсковая организация запорожских казаков на правом берегу Днепра в 1638—1652 годах
Никитинская Сечь образовалась в 1638 году и располагалась на Никитином Роге. Так назывался мыс на правом берегу Днепра, неподалёку от ныне затопленного Каховским водохранилищем Стукалового (Орловского) острова. На этом месте находился перевоз через Днепр. Своё название Никитинская Сечь очевидно получила от самого Никитиного Рога. Точное происхождение названия неизвестно. По одной из легенд мыс назвали в честь поселившегося здесь одного предприимчивого запорожца Никиты, принимавшего походы против бусурман, с которыми казачество издавна вело войны. Вскоре были построены укрепления и церковь. Первым кошевым атаманом стал Фёдор Линчай.

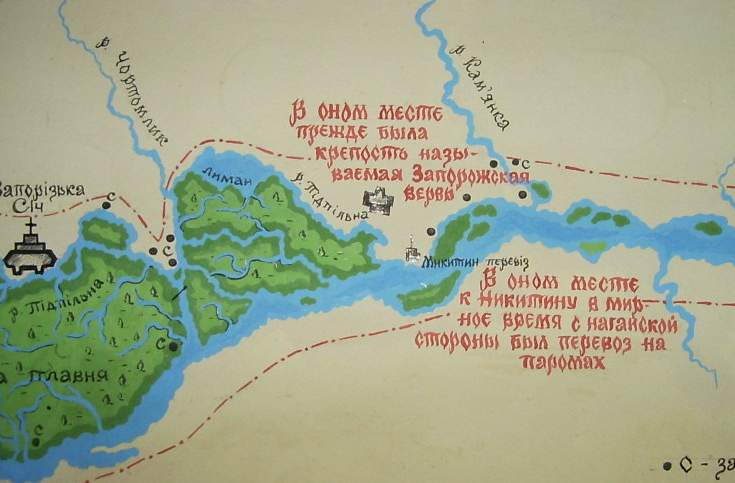
Никитин Перевоз на карте Запорожской Сечи

О Никитином Роге и Никитинской Сечи писали малорусский летописец Самовидец, польский хронист Дзевович и известный французский инженер и военный картограф Гийом Левассер де Боплан. Именно он указывает на повторное восстановление польским правительством в 1638 году крепости Кодак и именно этот год считает основанием Никитинской Сечи. В своё время об урочище Никитино свидетельствуют известные историки Малороссии Александр Ригельман, Николай Бантыш-Каменский и Николай Маркевич.
11 декабря 1647 года на Никитин Рог со своим сыном Тимофеем прибыл Богдан Хмельницкий, а 19 апреля 1648 года на общем казацком совете он был избран гетманом Войска Запорожского. Именно здесь началась Освободительная война украинского народа против Речи Посполитой.

Памятник Богдану Хмельницкому в Никополе на месте бывшего расположения Никитинской Сечи

Никитинская Сечь просуществовала недолго. Она была открыта для нападения со стороны степи и в 1652 году казаки перебрались на новую Чертомлыкскую Сечь, а в 1667 году согласно официальному польско-русскому договору название поселения было заменено на Никитин Перевоз. В 1734 году Никитин Перевоз обретает статус села, а в 1753 в официальных документах это место называется Никитинской Заставой. Это был важный пограничный пост Войска Запорожского Низового до 1775 года.
В настоящее время территория бывшей Никитинской Сечи находится на территории города Никополя. На месте собрания исторического совета где Богдан Хмельницкий был избран гетманом и было положено начало освободительной борьбе украинского народа, на пролегающей здесь ныне улице Никитинской, установлен памятник.